# Onmyōdō

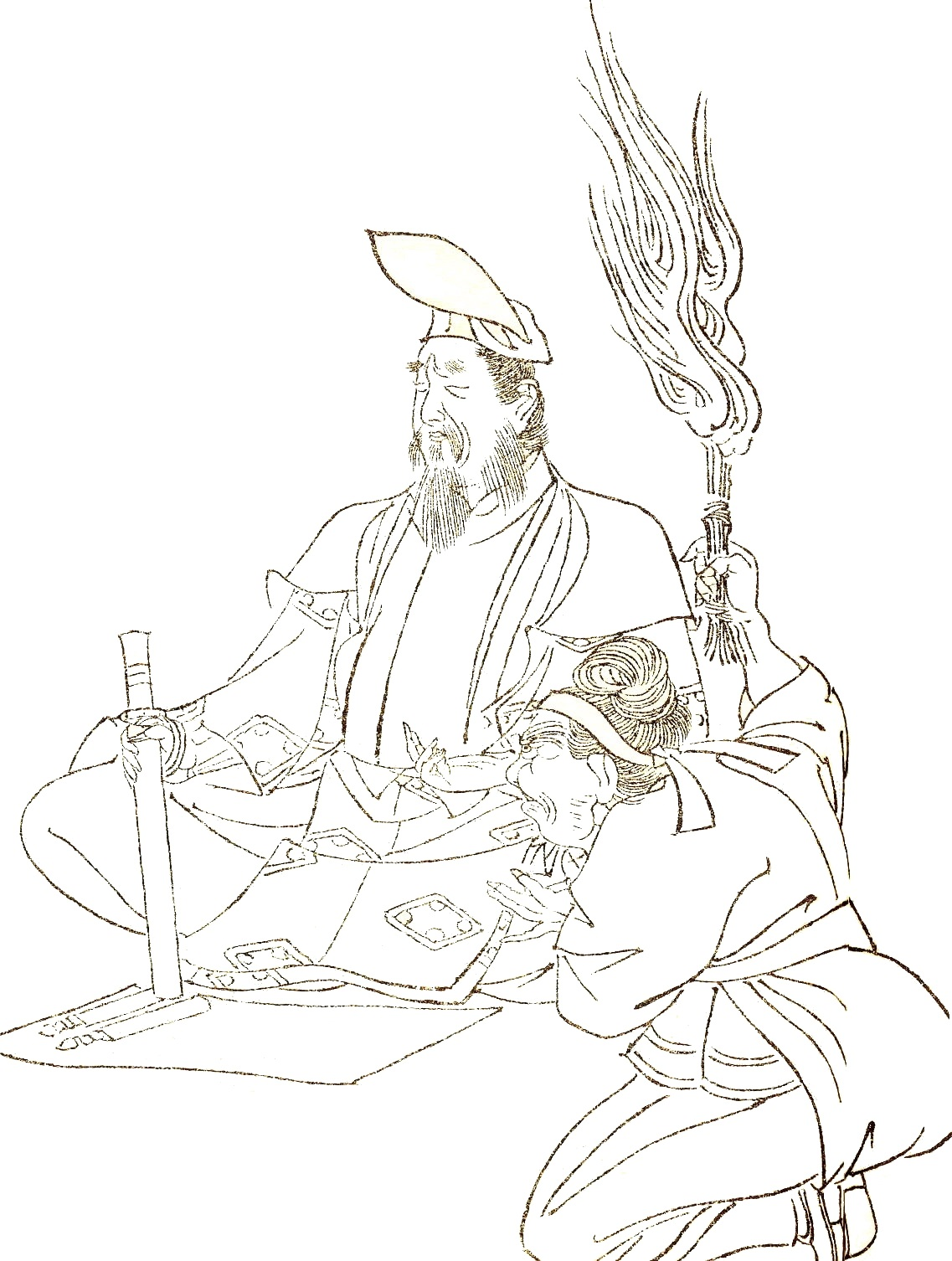
Abe no Seimei, um famoso onmyōji

O Onmyōdō (陰陽道, também In'yōdō, Caminho do Yin-Yang) é uma cosmologia esotérica tradicional do Japão, uma mistura de ciência natural e ocultismo. É baseado na filosofia chinesa de  Wu Xing e  Yin e Yang, introduzido no Japão no virar do século VI, e aceito como um prático sistema de adivinhação. Essas práticas foram mais influenciadas pelo Taoísmo, Budismo e Xintoísmo, e evoluiu para o onmyōdō de hoje em dia aproximadamente no século VII.
O Onmyōdō estava sob o controle do governo imperial e, posteriormente, da sua corte, a família Tsuchimikado, até meados do século XIX, quando então se tornou proibido como superstição. As restrições foram abolidas e, a partir de 2006, qualquer pessoa pode estudar onmyōdō. Praticantes profissionais desta arte são chamados de onmyōji (陰陽師).

## Desenvolvimento
Nos séculos V e VI, os princípios do yin-yang e dos  Cinco Elementos foram transmitidos ao Japão juntamente com o Budismo e o Confucionismo. Yin-Yang e os Cinco Elementos, bem como as divisões de aprendizagem a que estavam ligados - a astronomia, a feitura de  calendários, o cômputo do tempo,  previsão do futuro e estudos baseados na observação da natureza - foram reunidos como processos de adivinhação. Este processo de julgamento dos sinais auspiciosos ou nocivos presentes no mundo natural foi aceito na sociedade japonesa como uma técnica para prever a boa ou má fortuna no mundo humano. Tais técnicas eram conhecidas principalmente por monges budistas da Ásia continental, que foram instruídos na leitura e na escrita chinesa. Sobre a demanda de tempo dos membros da corte imperial, que acreditavam que a adivinhação onmyōdō seria útil nas tomadas de decisão, tornou-se necessário que leigos também aprendessem a arte, e os onmyōji começaram a aparecer em meados do século VII.
Com a implementação do sistema de códigos de direito Ritsuryō nos séculos VII e VIII, as técnicas yin-yang foram colocadas sob a jurisdição da Secretaria de Onmyō (陰陽寮, Onmyo-ryō) no Departamento de Nakatsukasa (中务省, Nakatsukasa- shō) da burocracia imperial. A Secretaria de Onmyō era responsável por supervisionar as adivinhações de Onmyōdō, as observações astrológicas e a criação de calendários. Além disso, por lei, ao clero budista foi proibida a prática da astrologia e da cartomancia; daí, os onmyōji controlados pelo governo passaram a monopolizar a prática.
Desde o período Heian avançado, como o sistema Ritsuryo se expandiu e a  família Fujiwara subiu ao poder, a sociedade da corte imperial assumiu uma forma mais formal, e a adesão a rituais para aplacar as  almas dos mortos (御霊信仰, Goryō Shinkō) com a intenção de combater a criação de  fantasmas vingativos (怨霊, onryō) germinou. Pelo fato de os onmyōji terem apresentado métodos que podem evitar desastres com suas habilidades de adivinhação e magia, a superstição ofereceu aos onmyōji influência sobre a vida pessoal do imperador e da nobreza da corte. Por conseguinte, o conhecimento popular de onmyōdō gradualmente se espalhou da sociedade da corte para a sociedade japonesa como um todo, reforçando o seu desenvolvimento em uma arte tipicamente nipônica.
O Onmyōdō se fundiu com o ocultismo e outras crenças, e evoluiu a partir do pensamento chinês, importado de um sincretismo encontrado somente no Japão. O Onmyōdō japonês tomou elementos do Taoísmo (道教), que foi transmitido ao Japão ao mesmo tempo que o Onmyōdō, incluindo elementos mágicos como katatagae, monoimi, henbai e cerimônias aos deuses taoístas, assim como o Taizan Fukunsai. Elementos de feng shui e a arte médica do jukondō também foram incorporados, e como o Onmyōdō e o Xintoísmo japonês influenciaram mutuamente um ao outros o Onmyōdō cresceu de modo mais característico. A partir do final do século VIII em diante, ele foi influenciado pelos elementos mágicos do  Budismo esotérico e da astrologia de origem  indiana (Sukuyōdō), que foram transmitidos com ele.
Durante o período Heian, a nobreza organizava a sua vida em torno das práticas recomendadas pelos onmyoji. A prática de "direções para a sorte e para o azar" é um exemplo. Dependendo da época, da hora do dia e de outras circunstâncias, uma direção particular pode ser de má sorte para um indivíduo. Se alguém da casa foi localizado nesse sentido, essa pessoa não era aconselhada a voltar diretamente para sua casa, mas tinha que "mudar de direção" (katatagae), indo em uma direção diferente e se alojando lá. Essa pessoa não se atreveria a ir no sentido proibido, mas ficava onde estivesse, mesmo que resultasse em faltar à corte ou passando por cima de convites de pessoas influentes.
No século X, Kamo no Tadayuki e seu filho Kamo no Yasunori fizeram grandes avanços no Onmyōdō, na astronomia e na ciência dos calendários, e de entre os seus alunos surgiu Abe no Seimei, que apresentava habilidades superiores na arte de adivinhação onmyōdō, pelo qual ele ganhou uma quantidade incomum de confiança da sociedade da corte. Tadayuki e Yasunori passaram os seus conhecimentos em astronomia para Seimei, enquanto seus avanços na feitura de calendários foram passados para o filho de Yasunori. A partir do final do período Heian, na Idade Média, a astronomia e ciência dos calendários foram completamente absorvidas pelo Onmyōdō, e as famílias Abe e Kamo passaram a dominar a arte.

## Onmyōji
Onmyōji (陰陽師, também In'yōji) era uma das classificações dos  funcionários públicos pertencentes à Secretaria de Onmyō no antigo sistema Ritsuryō do Japão. Pessoas com este título eram praticantes profissionais de onmyōdō.
Os onmyōji eram especialistas em magia e adivinhação. Suas responsabilidades na corte variavam de tarefas, tais como manter o controle do calendário e as tarefas místicas, como a adivinhação e proteção da capital contra os  espíritos malignos. Eles podiam adivinhar influências auspiciosas ou nocivas na terra, e foram determinantes para a mudança de capitais. Diz-se que um onmyōji também pode convocar e controlar um shikigami.
Onmyōji famosos incluem Kamo no Yasunori e Abe no Seimei (921-1005). Após a morte de Seimei, o  imperador ergueu um santuário em sua casa, em Kyōto.
Os onmyōji tiveram influência política durante o período Heian, mas em tempos posteriores, quando a corte imperial entrou em declínio, o seu patrocínio estatal foi completamente perdido. No Japão moderno, os onmyōji são definidos como um tipo de sacerdote xintoísta, e embora haja muitos que se dizem médiuns e espiritualistas, um onmyōji continua a ser uma figura oculta.

## Textos
- Kinugyokutoshū (金烏玉兎集/三国相伝陰陽輨轄簠簋内伝金烏玉兎集, "a coleção de livros da lua e do coelho de jade")
- Senji Ryakketsu (占事略决, "o sumário para juízos de adivinhações"), por Abe no Seimei